# FK Anji Makhatchkala
Maillots
Actualités
Le Fubolny klub Anji, plus communément appelé Anji Makhatchkala (russe : «Анжи» Махачкала), est un club de football russe fondé en 1991 et basé à Makhatchkala, capitale du Daghestan.
Intégrant les divisions professionnelles dès 1992 en prenant part à la troisième division, le club grimpe progressivement les échelons, entrant en deuxième division en 1997 avant de découvrir l'élite lors de la saison 2000. Après deux années au plus haut niveau, ponctué notamment d'une finale de Coupe de Russie en 2001, il est relégué en deuxième division où il évolue jusqu'à son retour au premier échelon en 2010.
L'Anji connaît par la suite sa meilleure période entre 2011 et 2013, qui le voit être racheté par le milliardaire Suleyman Kerimov qui renforce considérablement l'équipe, avec notamment les arrivées de l'attaquant Samuel Eto'o et de l'entraîneur Guus Hiddink, et lui permet de prétendre aux places de haut de classement, avec notamment une troisième place lors de la saison 2012-2013 ainsi qu'une nouvelle finale de coupe la même saison. Cependant dès la saison suivante, l'investisseur décide de procéder à de fortes coupes budgétaires provoquant des départs massifs dans l'effectif. Cela a ainsi pour conséquence une relégation du club qui termine dernier à l'issue de la saison 2013-2014. Il fait cependant son retour dans l'élite dès la saison suivante en terminant deuxième de la deuxième division. Après quatre saisons dans le bas de classement, il est une nouvelle fois relégué en 2019, tandis que sa situation financière précaire le pousse à repartir du troisième échelon où il évolue jusqu'à la perte de son statut professionnel en juin 2022 avant de cesser ses activités dans la foulée.
Le club évolue durant ses premières années au stade Dinamo de Makhatchkala avant de déménager à l'Anji Arena de Kaspiisk, où il joue depuis 2003. Ses principales couleurs sont le jaune et le vert.

## Histoire

### Premières années (1991-1999)
Le club est fondé en 1991 par Magomed-Soultane Magomedov et Aleksandr Markarov, ce dernier a notamment évolué au Dinamo Makhatchkala entre 1971 et 1983 et dirige alors l'école de football de Makhatchkala,. Le nom Anji est issu du mot koumyk pour « perle », c'est également un des anciens noms de la ville de Makhatchkala.
Pour sa première année, le club prend part au championnat régional de Daguestan, disputant son premier match officiel le 12 mai 1991 contre le Zaria Kostek. Il termine premier du championnat à l'issue de la saison, remportant seize de ses vingt matchs. L'année suivante voit l'équipe entrer dans la nouvelle troisième division russe où l'Anji est placé dans la zone 1. Après avoir terminé cinquième en 1992, le club parvient à terminer premier de son groupe la saison suivante mais n'est finalement pas promu du fait de la réorganisation des divisions professionnelles russes,. Placé dans le groupe Ouest du troisième échelon réorganisé, l'Anji termine dans un premier temps dixième puis septième avant d'atteindre la deuxième position synonyme de promotion sous la houlette d'Eduard Malofeev en 1996. Il fait ainsi ses débuts en deuxième division lors de la saison 1997. Durant cette période, le club se fait également remarqué pour ses performances en Coupe de Russie avec notamment un quart de finale en 1996.
Pour leurs débuts au deuxième échelon, les Makhatchkaliens terminent treizième lors de leur première saison puis douzième lors de la saison 1998. En 1999, sous la direction de Gadji Gadjiev, l'Anji parvient à atteindre la première place de la deuxième division et est promu en première division. Cette saison est également marquée par le décès de l'attaquant Ibragim Gasanbekov dans un accident de la route durant le mois de juillet 1999. Il est un des joueurs clés des premières années du club, y inscrivant plus de 150 buts entre 1992 et 1999. La victoire en championnat lui est ainsi dédié tandis que son numéro 11 est retiré.

### Premier passage dans l'élite (2000-2002)
Découvrant l'élite du football russe seulement neuf années après sa fondation, l'Anji effectue une première saison tonitruante qui le voit atteindre la quatrième place du classement, n'échouant au pied du podium qu'à l'issue du dernier match de la saison face au Torpedo Moscou qui l'emporte 2-1, à la faveur notamment d'un penalty très controversé, et s'attribue la troisième position. Cette performance voit ainsi le club prendre part à sa première compétition européenne en prenant part à la Coupe UEFA 2001-2002 où il se voit confronté aux Glasgow Rangers. Cependant à la suite d'un refus des Écossais de jouer à Makhatchkala, l'UEFA décide d'organiser la confrontation en un match unique à Varsovie au lieu d'une confrontation en deux manches comme c'est généralement le cas. Les Rangers l'emportent finalement 1-0 et éliminent ainsi les Daguestanais.
La saison 2001 s'avère plus compliquée pour le club qui se voit cette fois lutter pour son maintien et est notamment amputé de son entraîneur Gadji Gadjiev durant l'été en raison d'un conflit avec la direction du club. L'Anji parvient finalement à terminer treizième du championnat avec quatre points d'avance sur la relégation. Dans le même temps, l'équipe effectue un parcours remarquable en Coupe de Russie dont il atteint la finale face au Lokomotiv Moscou. Durant celle-ci, les Daguestanais parviennent à ouvrir le score à 90e minute par l'intermédiaire de Narvik Sirkhayev avant d'être rejoints dans le temps additionnel quelques minutes plus tard. Après la prolongation, l'Anji est vaincu à l'issue des tirs au but,. Le club coule finalement à l'issue de la saison suivante, où malgré le retour de Gadjiev, les Makhatchkaliens ne parviennent pas à se maintenir et terminent avant-dernier à trois points du maintien.

### Passage en deuxième division et retour au premier échelon (2002-2011)
Arrivant en deuxième division avec l'optique d'une remontée directe, l'Anji connaît cependant des résultats décevants, terminant sixième pour sa première saison avant de sombrer dans le milieu de tableau par la suite. Dirigé par Omari Tetradze à partir de 2007, le club remonte la pente lors de la saison 2008 en terminant une nouvelle fois sixième avant de finalement l'emporter la saison suivante et de retrouver l'élite après six ans d'absence.
Le début de saison 2010 est marqué par la démission soudaine de Tetradze dès la cinquième journée et son remplacement par Gadjiev. Le club connaît une saison compliquée qui le voit fleurter avec les places de relégation, connaissant notamment de nombreux soucis offensifs avec la blessure de l'attaquant Jan Holenda en milieu de saison poussant l'entraîneur à aligner plusieurs fois le défenseur Ali Gadjibekov en attaque,. Il parvient finalement à se maintenir en terminant onzième avec trois points d'avance sur le premier relégable.

### Rachat par Suleyman Kerimov (2011-2014)

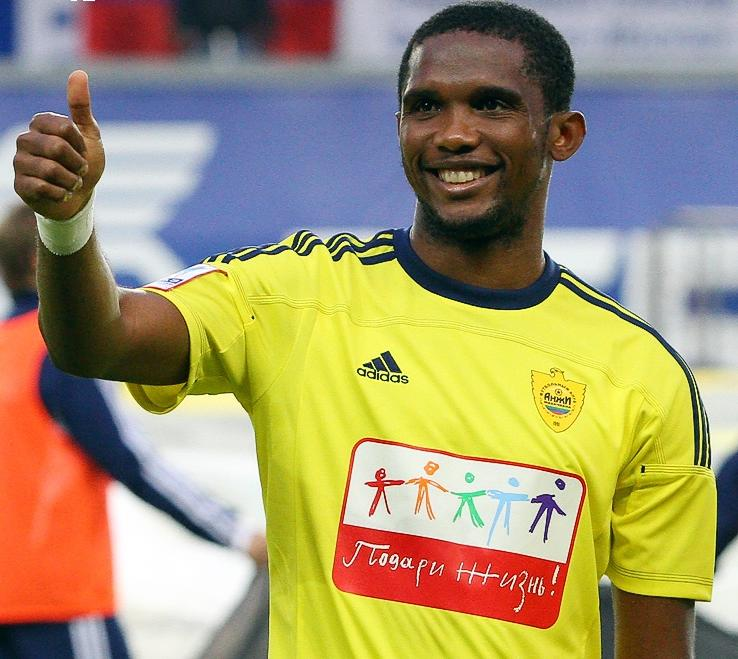
Le Camerounais Samuel Eto'o est la tête de proue du projet d'investissement de Kerimov.

Durant le mois de janvier 2011, l'Anji est racheté par le milliardaire local Suleyman Kerimov qui rachète l'intégralité des parts du club. Dans la foulée celui-ci entame une réorganisation complète de l'encadrement et des infrastructures, avec notamment la rénovation de l'Anji Arena ainsi que le recrutement de plusieurs joueurs réputés tels que Roberto Carlos et Samuel Eto'o,. L'équipe reconstituée connaît de bonnes performances pour sa première saison avec une cinquième place en championnat et une qualification en Ligue Europa. Renforcé par la nomination de Guus Hiddink au poste d'entraîneur en février 2012 ainsi que l'arrivée de l'international français Lassana Diarra en septembre, le club connaît un très bon début de saison 2012-2013 qui le voit se placer deuxième du championnat russe à l'issue de la phase aller et se qualifier pour les seizièmes de finale de la Ligue Europa. La deuxième partie de saison est plus compliquée en championnat tandis que l'Anji décroche petit à petit par-rapport aux autres concurrents au titre et termine la saison à la troisième place avec onze points de retard sur le CSKA Moscou tandis qu'il est éliminé en huitièmes de finale de la Ligue Europa par Newcastle United. Dans le même temps, le club se qualifie pour une nouvelle finale de Coupe de Russie où il est une nouvelle fois défait aux tirs au but, cette fois par le CSKA Moscou.
Le début de saison 2013-2014 est marqué par la démission d'Hiddink à l'issue de la première journée, remplacé par son adjoint René Meulensteen puis par Gadji Gadjiev ainsi que par une baisse soudaine des investissements dans le club, amenant aux départs d'une grande partie des joueurs, dont certains n'étaient arrivés que quelques semaines plus tôt, ce qui est notamment le cas d'Aleksandr Kokorine et Igor Denissov qui s'en vont tous les deux pour le Dynamo Moscou, tandis qu'Eto'o rejoint Chelsea et Diarra le Lokomotiv Moscou. Ce changement de direction, plus orienté vers un développement à long terme autour de la nouvelle académie du club, est justifié par la mise en place du fair-play financier ainsi qu'un mécontentement du propriétaire par-rapport aux résultats sportifs couplé à ses ennuis de santé. La perte de tous ces joueurs clés amène à un naufrage sportif pour le club, qui malgré un nouveau huitième de finale en Ligue Europa coule complètement en championnat et termine la saison à la dernière place du classement.

### Lutte pour le maintien et relégation (2014-2019)
Le passage du club en deuxième division s'avère bref, l'équipe entraînée par Sergueï Tachouïev terminant deuxième au classement derrière le Krylia Sovetov Samara et retrouvant l'élite dès la saison 2015-2016 tandis que l'attaquant Yannick Boli termine meilleur buteur avec quinze buts inscrits. Dirigé par le réputé Iouri Siomine à partir du mois de mai 2015, l'Anji connaît un mauvais début de saison amenant rapidement à son départ dès la fin septembre. Par la suite entraîné par Ruslan Agalarov, l'équipe parvient à atteindre la treizième place et à se maintenir à l'issue du barrage de relégation en l'emportant 3-0 face au Volgar Astrakhan.
Entraîné par Pavel Vrba en début de saison 2016-2017, le club se classe à la onzième place à la trêve hivernale. La vente définitive du club par Suleyman Kerimov, qui passe sous la direction de l'homme d'affaires Osman Kadiev, est annoncée le 28 décembre 2016. Celle-ci s'accompagne du départ de Vrba qui est remplacé par Aleksandr Grigoryan, qui amène l'équipe à la douzième place.
Durant la saison 2017-2018, sous la direction du Biélorusse Vadim Skripchenko, l'Anji termine la saison à la quatorzième position et se retrouve confronté au Ienisseï Krasnoïarsk. Après une lourde défaite 3-0 à Krasnoïarsk, les Daguestanais ne parviennent pas à refaire leur retard chez eux malgré une victoire 4-3 et sont sportivement relégués en deuxième division. Cependant, à la suite de la disparition de l'Amkar Perm, le club est finalement repêché malgré les grosses difficultés financières qu'il rencontre alors.
L'exercice 2018-2019 s'avère une nouvelle fois très décevant, le club passant toute la saison dans la zone de relégation avant de voir sa descente assurée à deux journées de la fin du championnat. Le club échoue par la suite à obtenir une licence pour évoluer en deuxième division et dépose à la fin du mois de mai une demande de licence de troisième division, qui est délivrée le mois suivant.

### Retour au troisième échelon et perte du statut professionnel (2019-2022)
Alors que la plupart de ses joueurs d'expérience s'en vont lors de l'été 2019, l'Anji aligne ainsi un effectif principalement composé de jeunes joueurs pour son retour au troisième échelon lors de la saison 2019-2020 à l'issue de laquelle il termine quinzième tandis que le championnat est arrêté de manière anticipée du fait de la pandémie de Covid-19 en Russie. Le club se classe ensuite dans le milieu de classement lors des deux exercices suivants alors qu'il subit une concurrence croissante par deux nouveaux clubs professionnels de Makhatchkala : le Dinamo et le Legion-Dinamo.
Peu avant la fin de la saison 2021-2022, l'Anji se voit refuser la licence professionnelle par la fédération russe de football. Ce refus est principalement lié aux dettes du club datant de son passage dans l'élite, tandis que la situation financière est compliquée par le soutien réduit des autorités locales qui préfèrent se focaliser sur les deux autres équipes de la ville, en particulier le Dinamo qui vient alors de monter au deuxième échelon. Le 5 juin 2022, à l'issue du dernier match de la saison, l'ensemble des employés quittent le club qui met un terme à ses activités. La direction de l'Anji indique par la suite vouloir poursuivre au niveau amateur le temps de rembourser ses dettes, qui s'élèvent à 70 millions de roubles selon son directeur général.

## Bilan sportif

### Palmarès
| Compétitions nationales | Compétitions internationales                         |
| - Championnat de Russie - Troisième : 2013. - Coupe de Russie - Finaliste : 2001 et 2013. - Championnat de Russie de D2 (2) - Champion : 1999 et 2009. - Championnat de Russie de D3 - Vainqueur de groupe : 1993. | - Ligue Europa - Huitièmes de finale : 2013 et 2014. |

### Classements en championnat
La frise ci-dessous résume les classements successifs du club en championnat.

### Bilan par saison
Légende
- Vice-champion ou finaliste de la compétition
- Troisième de la compétition
- Promotion en division supérieure
- Relégation en division inférieure

| Saison    | Championnat | Championnat | Championnat | Championnat | Championnat | Championnat | Championnat | Championnat | Championnat | Championnat | Coupe de Russie     | Coupe d'Europe | Coupe d'Europe      |
| Saison    | Division    | Pos         | Pts         | J           | V           | N           | D           | BP          | BC          | Diff        | Coupe de Russie     | C              | Résultat            |
| --------- | ----------- | ----------- | ----------- | ----------- | ----------- | ----------- | ----------- | ----------- | ----------- | ----------- | ------------------- | -------------- | ------------------- |
| 1992      | 3e Zone 1   | 5e          | 48          | 38          | 23          | 2           | 13          | 77          | 46          | +31         | —                   | —              | —                   |
| 1993      | 3e Zone 1   | 1er         | 55          | 38          | 27          | 1           | 10          | 98          | 31          | +67         | 64es de finale      | —              | —                   |
| 1994      | 3e Ouest    | 10e         | 43          | 40          | 19          | 5           | 16          | 57          | 41          | +16         | 128es de finale     | —              | —                   |
| 1995      | 3e Ouest    | 7e          | 76          | 42          | 24          | 4           | 14          | 47          | 43          | +4          | Seizièmes de finale | —              | —                   |
| 1996      | 3e Ouest    | 2e          | 87          | 38          | 28          | 3           | 7           | 99          | 36          | +63         | Quarts de finale    | —              | —                   |
| 1997      | 2e          | 13e         | 60          | 42          | 18          | 6           | 18          | 66          | 72          | -6          | Seizièmes de finale | —              | —                   |
| 1998      | 2e          | 12e         | 57          | 42          | 17          | 6           | 19          | 47          | 56          | -9          | 32es de finale      | —              | —                   |
| 1999      | 2e          | 1er         | 86          | 42          | 26          | 8           | 8           | 55          | 20          | +35         | 32es de finale      | —              | —                   |
| 2000      | 1re         | 4e          | 52          | 30          | 15          | 7           | 8           | 44          | 31          | +13         | Quarts de finale    | —              | —                   |
| 2001      | 1re         | 13e         | 32          | 30          | 7           | 11          | 12          | 28          | 34          | -6          | Finale              | —              | —                   |
| 2002      | 1re         | 15e         | 25          | 30          | 5           | 10          | 15          | 22          | 43          | -19         | Huitièmes de finale | C3             | Premier tour        |
| 2003      | 2e          | 6e          | 70          | 42          | 19          | 13          | 10          | 52          | 33          | +19         | Demi-finales        | —              | —                   |
| 2004      | 2e          | 8e          | 60          | 42          | 16          | 12          | 14          | 50          | 53          | -3          | Seizièmes de finale | —              | —                   |
| 2005      | 2e          | 11e         | 55          | 42          | 14          | 13          | 15          | 47          | 48          | -1          | 32es de finale      | —              | —                   |
| 2006      | 2e          | 15e         | 53          | 42          | 15          | 8           | 19          | 22          | 36          | -14         | 32es de finale      | —              | —                   |
| 2007      | 2e          | 10e         | 57          | 42          | 16          | 9           | 17          | 41          | 44          | -3          | Seizièmes de finale | —              | —                   |
| 2008      | 2e          | 6e          | 72          | 42          | 20          | 12          | 10          | 63          | 35          | +28         | 32es de finale      | —              | —                   |
| 2009      | 2e          | 1er         | 75          | 38          | 21          | 12          | 5           | 61          | 31          | +30         | Seizièmes de finale | —              | —                   |
| 2010      | 1re         | 11e         | 33          | 30          | 9           | 6           | 15          | 29          | 39          | -10         | 32es de finale      | —              | —                   |
| 2011-2012 | 1re         | 5e          | 70          | 44          | 19          | 13          | 12          | 54          | 42          | +12         | Huitièmes de finale | —              | —                   |
| 2011-2012 | 1re         | 5e          | 70          | 44          | 19          | 13          | 12          | 54          | 42          | +12         | Huitièmes de finale | —              | —                   |
| 2012-2013 | 1re         | 3e          | 53          | 30          | 15          | 8           | 7           | 45          | 34          | +11         | Finale              | C3             | Huitièmes de finale |
| 2013-2014 | 1re         | 16e         | 20          | 30          | 3           | 11          | 16          | 25          | 42          | -17         | Seizièmes de finale | C3             | Huitièmes de finale |
| 2014-2015 | 2e          | 2e          | 71          | 34          | 22          | 5           | 7           | 60          | 22          | +48         | Seizièmes de finale | —              | —                   |
| 2015-2016 | 1re         | 13e         | 26          | 30          | 6           | 8           | 16          | 28          | 50          | -22         | Huitièmes de finale | —              | —                   |
| 2016-2017 | 1re         | 12e         | 30          | 30          | 7           | 9           | 14          | 24          | 38          | -14         | Quarts de finale    | —              | —                   |
| 2017-2018 | 1re         | 14e         | 24          | 30          | 6           | 6           | 18          | 31          | 55          | -24         | Seizièmes de finale | —              | —                   |
| 2018-2019 | 1re         | 15e         | 21          | 30          | 5           | 6           | 19          | 13          | 50          | -37         | Huitièmes de finale | —              | —                   |
| 2019-2020 | 3e Sud      | 15e         | 10-6        | 19          | 3           | 7           | 9           | 24          | 32          | -8          | 128es de finale     | —              | —                   |
| 2020-2021 | 3e Groupe 1 | 6e          | 51          | 32          | 14          | 9           | 9           | 59          | 43          | +16         | 128es de finale     | —              | —                   |
| 2021-2022 | 3e Groupe 1 | 9e          | 42-6        | 32          | 13          | 9           | 10          | 46          | 35          | +11         | 64es de finale      | —              | —                   |

### Bilan européen
Note : dans les résultats ci-dessous, le score du club est toujours donné en premier
| Saison    | Compétition  | Tour                | Club              | Domicile | Extérieur | Total    |
| --------- | ------------ | ------------------- | ----------------- | -------- | --------- | -------- |
| 2001-2002 | Coupe UEFA   | Premier tour        | Glasgow Rangers   | 0 - 1    | 0 - 1     | 0 - 1    |
| 2012-2013 | Ligue Europa | Deuxième tour Q     | Budapest Honvéd   | 1 - 0    | 4 - 0     | 5 - 0    |
| 2012-2013 | Ligue Europa | Troisième tour Q    | Vitesse Arnhem    | 2 - 0    | 2 - 0     | 4 - 0    |
| 2012-2013 | Ligue Europa | Barrages            | AZ Alkmaar        | 1 - 0    | 5 - 0     | 6 - 0    |
| 2012-2013 | Ligue Europa | Groupe A            | Liverpool FC      | 1 - 0    | 0 - 1     | Deuxième |
| 2012-2013 | Ligue Europa | Groupe A            | Udinese Calcio    | 2 - 0    | 1 - 1     | Deuxième |
| 2012-2013 | Ligue Europa | Groupe A            | BSC Young Boys    | 2 - 0    | 1 - 3     | Deuxième |
| 2012-2013 | Ligue Europa | Seizièmes de finale | Hanovre 96        | 3 - 1    | 1 - 1     | 4 - 2    |
| 2012-2013 | Ligue Europa | Huitièmes de finale | Newcastle United  | 0 - 0    | 0 - 1     | 0 - 1    |
| 2013-2014 | Ligue Europa | Groupe K            | Tottenham Hotspur | 0 - 2    | 1 - 4     | Deuxième |
| 2013-2014 | Ligue Europa | Groupe K            | Sheriff Tiraspol  | 1 - 1    | 0 - 0     | Deuxième |
| 2013-2014 | Ligue Europa | Groupe K            | Tromsø IL         | 1 - 0    | 1 - 0     | Deuxième |
| 2013-2014 | Ligue Europa | Seizièmes de finale | KRC Genk          | 0 - 0    | 2 - 0     | 2 - 0    |
| 2013-2014 | Ligue Europa | Huitièmes de finale | AZ Alkmaar        | 0 - 0    | 0 - 1     | 0 - 1    |

1. ↑  Un seul match sur terrain neutre, à Varsovie en Pologne, est joué.

Légende
- Victoire ou qualification pour le tour suivant
- Match nul
- Défaite ou élimination de la compétition

## Joueurs et personnalités du club

### Entraîneurs
La liste suivante présente les différents entraîneurs connus du club.
- Makhach Kerimov (1992)
- Vladimir Petrov (1993)
- Ahmad Alaskarov (janvier 1994-mai 1994)
- Vyacheslav Liogky (juin 1994-décembre 1994)
- Rafael Safarov (janvier 1995-juin 1995)
- Aleksandr Markarov (intérim) (juillet 1995-décembre 1995)
- Eduard Malofeev (janvier 1996-juin 1998)
- Aleksandr Rechetniak (intérim) (juin 1998-août 1998)
- Piotr Choubine (août 1998-septembre 1998)
- Aleksandr Rechetniak (intérim) (septembre 1998-janvier 1999)
- Gadji Gadjiev (janvier 1999-juillet 2001)
- Aleksandr Markarov (intérim) (juillet 2001-novembre 2001)
- Leonid Tkachenko (novembre 2001-mai 2002)
- Myron Markevych (juillet 2002- octobre 2002)
- Gadji Gadjiev (août 2002-juin 2003)
- Aleksandr Piskariov (intérim) (juin 2003)
- Aleksandr Rechetniak (intérim) (juin 2003)
- Aleksandr Markarov (intérim) (juillet 2003-août 2003)
- Gadji Gadjiev (août 2003-octobre 2003)
- Aleksandr Markarov (intérim) (novembre 2003-décembre 2003)
- Evgueni Kouznetsov (décembre 2003-juin 2004)
- Aleksandr Rechetniak (intérim) (juin 2004-juillet 2004)
- Dmitri Galiamin (juillet 2004-mai 2006)
- Aleksandr Markarov (mai 2006-février 2007)
- Omari Tetradze (février 2007-mars 2010)
- Arsen Akaïev (intérim) (mars 2010-avril 2010)
- Gadji Gadjiev (avril 2010-septembre 2011)
- Andreï Gordeïev (intérim) (septembre 2011-décembre 2011)
- Iouri Krasnojan (décembre 2011-février 2012)
- Guus Hiddink (février 2012-juillet 2013)
- René Meulensteen (intérim) (juillet 2013-août 2013)
- Gadji Gadjiev (août 2013-mai 2014)
- Sergueï Tachouïev (mai 2014-juin 2015)
- Iouri Siomine (juin 2015-septembre 2015)
- Ruslan Agalarov  (septembre 2015-mai 2016)
- Pavel Vrba (juin 2016-décembre 2016)
- Aleksandr Grigoryan (janvier 2017-août 2017)
- Vadim Skripchenko (août 2017-mai 2018)
- Magomed Adiev (en) (juin 2018-juin 2019)
- Valeri Barmine (juillet 2019-octobre 2019)
- Artur Sadirov (octobre 2019-)

### Joueurs emblématiques
Les joueurs ayant évolué en équipe nationale lors de leur passage à l'Anji sont marqués en gras.
Russie
- Ilia Abaïev (en) (2006-2007, 2009-2010)
- Magomed Adiev (en) (1996-1998, 2000-2002)
- Kamil Agalarov (2008-2015)
- Arsen Akaïev (en) (1994, 1999-2003)
- Gadji Bamatov (en) (1997-2007)
- Budun Budunov (1995-2003, 2007)
- Oleg Chatov (2012-2013)
- Vladimir Gaboulov (2011-2013)
- Ali Gadjibekov (en) (2006-2016)
- Andreï Gordeïev (1999-2004)
- Andreï Iechtchenko (2013-2016)
- Iouri Jirkov (2011-2013)
- Chamil Lakhialov (2003-2007, 2011-2012)
- Valeri Likhobabenko (en) (1999-2001, 2003)
- Arseni Logachov (2011-2013)
- Ilia Maksimov (en) (2013-2016)
- Murad Ramazanov (en) (1997-2004, 2008)
- Fiodor Smolov (2012-2014)
- Rasim Tagirbekov (en) (2002-2016)
- Sergueï Ryjikov (2005)

Pays de l'ex-URSS
- Emin Agayev (1993-1998)
- Elshan Gambarov (en) (1993-1995)
- Ibragim Gasanbekov (1992-1999)
- Igor Getman (1993-1997)
- Vyacheslav Lychkin (1993-1994)
- Narvik Sirkhayev (1994, 1997-2001, 2007)
- Aleksandr Jidkov (1999-2001)
- Ivan Maewski (2015-2016)
- Sergueï Iaskovitch (en) (1999-2001)
- Valeri Abramidze (en) (2007-2008)
- Mikhaïl Ashvetia (2008)
- Gia Grigalava (en) (2013-2015)
- Otar Martsvaladze (2009)
- Kakhaber Mzhavanadze (en) (2002-2005, 2007)
- Giorgi Navalovski (en) (2008-2010)
- Nukri Revishvili (2010-2011)
- Edik Sajaia (en) (2009-2010)
- Kakhaber Tskhadadze (2003-2004)
- Viktoras Olšanskis (en) (1998)
- Alexandru Epureanu (2013-2014)
- Nicolae Josan (2008-2010)
- Alier Ashurmamadov (en) (1995-1997)
- Andrei Manannikov (1995-1997)
- Oleksandr Aliyev (2014-2015)
- Pylyp Budkivskyi (2016-2018)
- Vladyslav Prudius (en) (2002)
- Ruslan Agalarov (1993-2005, 2007-2008)
- Odil Ahmedov (2011-2014)

Europe
- Dženan Hošić (2000-2002)
- Elvir Rahimić (1999-2001)
- Bernard Berisha (2016-2017)
- Nebojša Stojković (en) (2000-2005)
- Jan Holenda (2010-2012)
- Lassana Diarra (2012-2013)

Afrique
- Benoît Angbwa (2011-2014)
- Samuel Eto'o (2011-2013)
- Michel Pensée (2001)
- Christopher Samba (2012-2014)
- Yannick Boli (2014-2017)
- Lacina Traoré (2012-2014)
- Mbark Boussoufa (2011-2013)
- Mehdi Carcela (2011-2013)
- Amadou Moutari (2014-2017)
- Ibra Kébé (2006-2011)

Amérique
- João Carlos (2011-2013)
- Roberto Carlos (2011-2012)
- Jucilei (2011-2014)
- Willian (2013)
- Jhon Chancellor (en) (2018-2019)
- Andrés Ponce (2018-2019)